# Burkhard Held
Burkhard Held (* 1953) ist ein deutscher Maler, der in Berlin lebt und arbeitet.

## Leben
Er wurde 1953 geboren. Nach dem Studium an der Hochschule der Künste Berlin von 1972 bis 1978, Meisterschüler von Dietmar Lemcke, war Held 1979 bis 1980 Stipendiat der Studienstiftung des Deutschen Volkes in Garrucha (Spanien). Seit 1993 ist er Professor an der Universität der Künste Berlin, und dort für die Kooperation mit der China Academy of Art (Chinesisch-deutschen Kunstakademie) in Hangzhou verantwortlich.

## Werk
Burkhard Held ist ein figurativer Maler, der seine Motive – Landschaften, Porträts, Blumen – in Farbflächenmalerei auflöst. Seine farbintensiven, oft in die Abstraktion umgedachten und wieder in die Gegenständlichkeit zurückgeführten all-over-Darstellungen betonen das Primat der Malerei. Seit 2009 widmet sich Held unter dem Thema Flowers der Darstellung von Blumen. Diese werden zu landschaftsähnlichen Kompositionen in starker Farbigkeit auf der Bildfläche so angeordnet, dass sie einen lyrischen Unterton erhalten und heller inszeniert werden. Seit den 2000er Jahren kontrastiert er flächige Elemente (etwa Himmel) gewollt ohne malerische Differenzierung mit schraffurähnlicher Farbfeld-Technik. Hierbei bedient er sich auch traditioneller, monumentaler Formate.

## Ausstellungen (Auswahl)
- 2024: Stiftung Kunstforum Berliner Volksbank 100 Jahre Held(t)en: Werner Heldt und Burkhard Held
- 2011–2012 Kleine Welten – Große Kunst im kleinen Format, CAS, Salzburg, Austria
- 2009 Monuments in Time, Michael Schultz Gallery, Beijing, China
- 2009 River deep, Mountain high, Michael Schultz Gallery, Berlin
- 2008 Walk the Line, Cooperativa de Actividades Artísticas, Porto (Portugal)[6]
- 2008 Close-Up, Por Amor À Arte Galeria, Porto (Portugal)[7]
- 2007 100 Jahre Kunsthalle Mannheim, Kunsthalle Mannheim[8]
- 2007 Path of the sun, Keumsan Gallery, Heyri (Korea)[9]
- 2007 Auf dem Weg ins Licht, Sammlung de Knecht, Kunsthalle Rostock[10]
- 2006 Uzpuolimas!, Gallerija Vartai, Vilnius (Litauen)[11]
- 1998 Berliner Fenster, Galerie Brusberg, Berlin[12][13]